# 杜河畔蓬皮埃尔
杜河畔蓬皮埃尔（法語：Pompierre-sur-Doubs，法語發音：[pɔ̃pjɛʁ syʁ du]）是法国杜省的一个市镇，位于该省北部偏东，属于蒙贝利亚尔区。

## 地理
杜河畔蓬皮埃尔（47°25'7"N, 6°31'27"E）面积8.16 平方千米，位于法国勃艮第-弗朗什-孔泰大區杜省，该省份为法国东部内陆省份，北起上索恩省，西接汝拉省，东部及东南部与瑞士接壤，东北部与贝尔福地区省接壤。
与杜河畔蓬皮埃尔接壤的市镇（或旧市镇、城区）包括：芒斯南、方丹莱克莱瓦勒、朗村、圣乔治阿尔蒙、苏瓦、派德克莱瓦勒。
杜河畔蓬皮埃尔的时区为UTC+01:00、UTC+02:00（夏令时）。

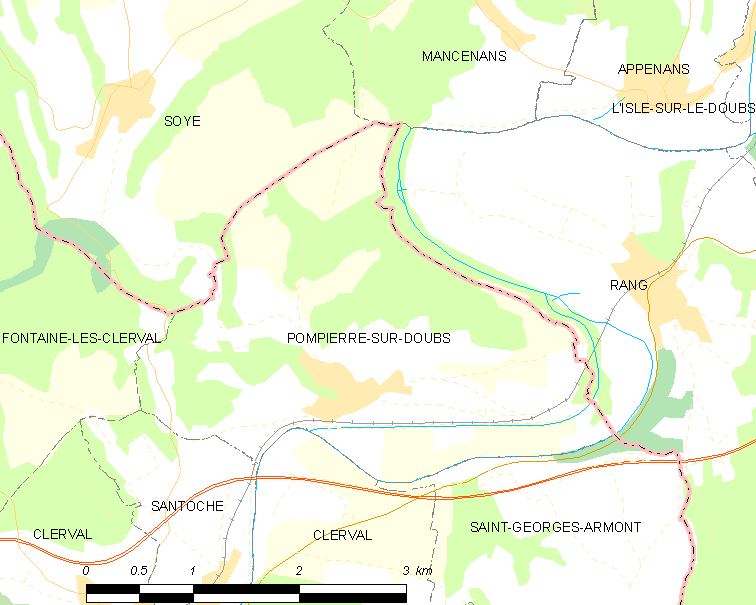
杜河畔蓬皮埃尔的OSM定位图

## 行政
杜河畔蓬皮埃尔的邮政编码为25340，INSEE市镇编码为25461。

## 政治
杜河畔蓬皮埃尔所属的省级选区为巴旺县。

## 人口

1962-2008年间杜河畔蓬皮埃尔人口变化图示

杜河畔蓬皮埃尔于2022年1月1日时的人口数量为298人。